# Ouagadougou
Ouagadougou (hrvatski izgovor: Uagadugu) je glavni grad države Burkine Faso.
Osnovan je u 15. stoljeću. Do 1896. bio je prijestolnica države koju je u 11. stoljeću osnovao narod Mossi. Od 1933. do 1947. bio je u sastavu Obale Bjelokosti.
Grad je trgovačko središte poljoprivrednih područja. Značajne djelatnosti su tekstilna industrija, posebice ćilimarstvo, kao i industrijska prerada poljoprivrednih proizvoda. Željeznička pruga preko Bobo-Dioulassoa veže Ouagadougou s Abidjanom u Obali Bjelokosti, a grad ima i zračnu luku.

## Gradovi prijatelji
- Quebec City, Québec, Kanada
- Lyon, Francuska
- Grenoble, Francuska
- Torino, Italija
- San Miniato, Italija
- Leuze-en-Hainaut, Belgija
- Kuvajt, Kuvajt

## Vanjske poveznice

### Ostali projekti
|  | Zajednički poslužitelj ima još gradiva o temi Ouagadougou |